# Begraafplaatsen van Parijs
De stad Parijs telt vele begraafplaatsen, waarvan de beroemdste het Cimetière du Père-Lachaise is, omwille van alle bekende personen die er begraven liggen. Met naar schatting twee miljoen bezoekers per jaar, waarschijnlijk de meest bezochte begraafplaats ter wereld.
De andere begraafplaatsen zijn vaak ook een bezoek waard, zowel voor de grafmonumenten als de bekende bewoners. 

## Begraafplaatsen in Parijs(intra muros)
- Cimetière d'Auteuil (16e arrondissement)
- Cimetière des Batignolles (17e arrondissement)
- Cimetière de Belleville (20e arrondissement)
- Cimetière de Bercy (12e arrondissement)
- Cimetière du Calvaire (18e arrondissement), een van twee overgebleven parochiale begraafplaatsen in Parijs
- Cimetière de Charonne (20e arrondissement), een van twee overgebleven parochiale begraafplaatsen in Parijs
- Cimetière de Grenelle (15e arrondissement)
- Cimetière de Montmartre (18e arrondissement)
- Cimetière du Montparnasse (14e arrondissement)
- Cimetière de Passy (16e arrondissement)
- Cimetière du Père-Lachaise (20e arrondissement)
- Cimetière Sud de Saint-Mandé (12e arrondissement)
- Cimetière Saint-Vincent (18e arrondissement)
- Cimetière de Vaugirard (15e arrondissement)
- Cimetière de la Villette (19e arrondissement)

## Begraafplaatsenextra muros
- Cimetière parisien de Bagneux in Bagneux
- Cimetière parisien de la Chapelle in Saint-Denis (Seine-Saint-Denis)
- Cimetière parisien d'Ivry in Ivry-sur-Seine
- Cimetière parisien de Pantin in Pantin
- Cimetière parisien de Saint-Ouen in Saint-Ouen
- Cimetière parisien de Thiais in Thiais

## Anderenecropolissenen plekken waar mensen begraven zijn
- Catacomben (14e arrondissement)
- De gedenkzuil Colonne de Juillet op de Place de la Bastille waar de slachtoffers van de Julirevolutie begraven liggen en het monument voor Francis Garnier met daarin de urn met de resten van de ontdekkingsreiziger
- Het Graf van de onbekende soldaat onder de Arc de Triomphe
- Dôme des Invalides (7e arrondissement) met o.a. het graf van Napoleon Bonaparte
- Cimetière des Juifs Portugais de Paris (19e arrondissement; privé-begraafplaats, kan alleen met toestemming bezocht worden)
- Cimetière de Picpus (12e arrondissement), de grootste privé begraafplaats van Parijs
- Panthéon (5e arrondissement), oorspronkelijk een kerk
- Het Pasteur-instituut met een crypte van oprichter Louis Pasteur (15e arrondissement (Parijs))
- In de Sorbonne is een kapel met het graf van Richelieu

## Verdwenen begraafplaatsen in Parijs

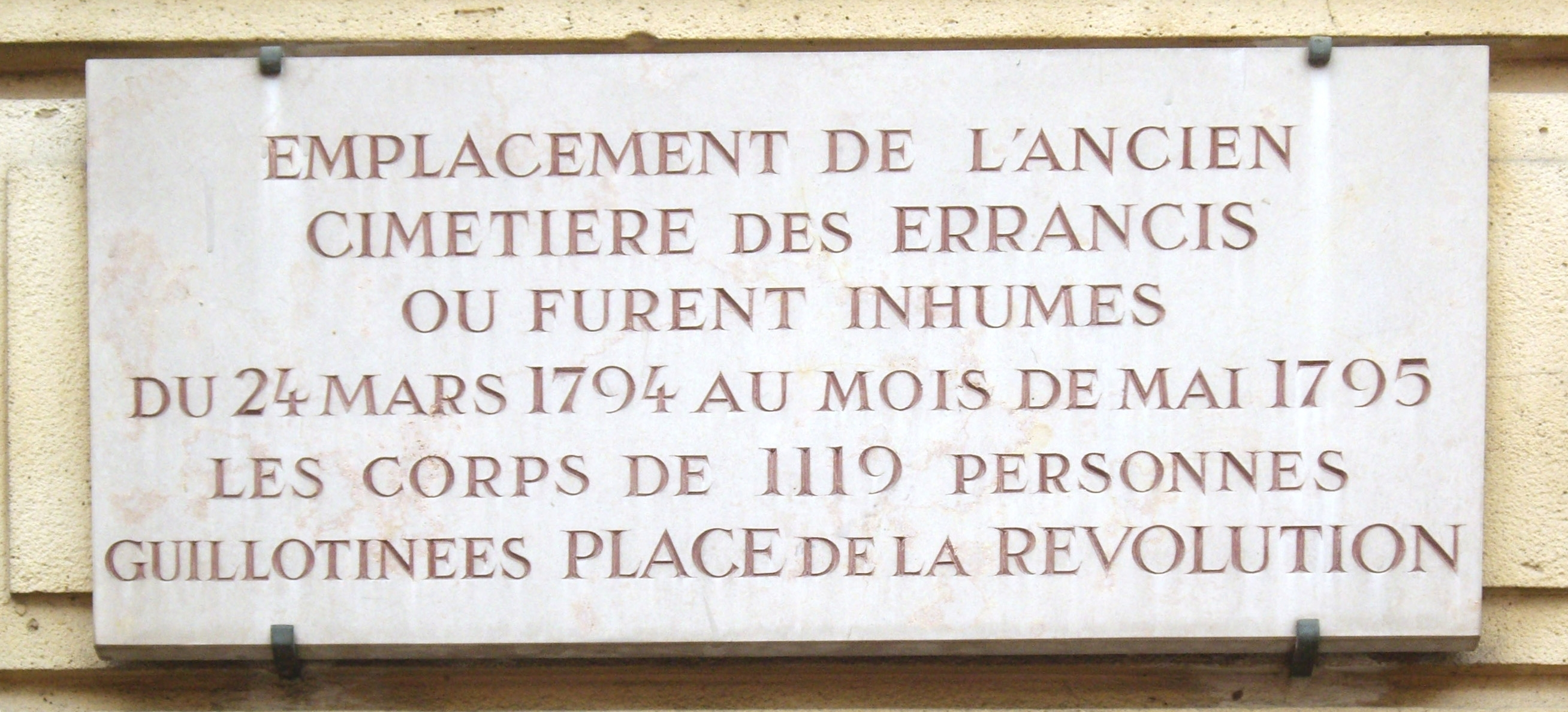
Herdenkingsplaque voor de
Cimetière des Errancis

- Cimetière des Errancis (8e arrondissement), herdenkingsplaque in Rue Monceau
- Cimetière des Innocents (1e arrondissement), op de Place Joachim-du-Bellay staat een herdenkingsfontein
- Cimetière de la Madeleine (8e arrondissement), plaats van de boetekapel (Chapelle expiatoire) van Lodewijk XVI en Marie-Antoinette.
- Cimetière Sainte-Marguerite (11e arrondissement), herdenkingsplaque in Rue Saint-Bernard

Cimetière d'Auteuil ·
Cimetière des Batignolles ·
Cimetière de Belleville ·
Cimetière de Bercy ·
Cimetière du Calvaire·
Catacomben ·
Cimetière des Innocents ·
Cimetière d'Ivry ·
Cimetière de Montmartre ·
Cimetière du Montparnasse ·
Cimetière Notre-Dame ·
Cimetière de Passy ·
Cimetière du Père-Lachaise ·
Cimetière Saint-Vincent ·
Cimetière de la Villette
Zie ook: Lijst van bezienswaardigheden in Parijs